# Yueyanglou
Yueyanglou (chinesisch 岳阳楼区, Pinyin Yuèyánglóu Qū) ist ein chinesischer Stadtbezirk der bezirksfreien Stadt Yueyang in der Provinz Hunan. Mit einer Fläche von 404,3 km² und 980.401 Einwohnern (Volkszählung 2020) ist er Zentrum sowie Regierungssitz von Yueyang.

## Administrative Gliederung
Auf Gemeindeebene setzt sich der Stadtbezirk aus dreizehn Straßenvierteln, einer Großgemeinde und vier Gemeinden zusammen. 